# The Tourist (Kurzfilm)
The Tourist ist ein kanadisch-deutscher Kurzfilm aus dem Jahr 2006 über Entfremdung und Identitätsfindung. Die Filmemacherin Eisha Marjara führte Regie, schrieb das Drehbuch und war für den Schnitt verantwortlich.  

## Handlung
Ron, ein Einzelgänger, der sich der Realität seiner Umgebung mithilfe einer Fotokamera versichert, flieht von einer gescheiterten Beziehung in einen endlosen Trip durch Europa. In der fremdartigen Atmosphäre des Münchner Oktoberfestes lernt er die Schauspielerin Julia (Katharina Schwarz) und ihren Verlobten Bernie kennen. Die Annäherung an beide lässt schon bald seine Sicht der Wirklichkeit kollabieren.

## Auszeichnungen
The Tourist erhielt 2006 auf dem 5. Female Eye Film Festival (FeFF) eine Nominierung als bester Kurzfilm.

## Sonstiges
The Tourist wurde 2004 vollständig in München gedreht und nutzte die Umgebung des Oktoberfestes zur Bestimmung einer verzerrten Realitätswahrnehmung der Protagonisten. Uraufgeführt wurde die Produktion am 22. Februar 2006 auf dem 24. Rendez-vous du Cinéma Québécois.